# Заренкевич, Януш
Януш Заренкевич (пол. Janusz Zarenkiewicz; род. 3 августа 1959, Глухолазы, Опольское воеводство) — польский боксёр, представитель тяжёлой весовой категории. Выступал за сборную Польши по боксу на всём протяжении 1980-х годов, бронзовый призёр летних Олимпийских игр в Сеуле, обладатель бронзовой медали чемпионата Европы, пятикратный чемпион польского национального первенства, победитель и призёр многих турниров международного уровня. Также известен как политик, член партии «Гражданская платформа».

## Биография
Януш Заренкевич родился 3 августа 1959 года в городе Глухолазы Опольского воеводства.
Впервые заявил о себе в 1977 году, одержав победу на юниорском чемпионате Польши в тяжёлом весе. Два года спустя выиграл молодёжное национальное первенство.
В 1981 году впервые стал чемпионом Польши среди взрослых боксёров, в следующем сезоне повторил это достижение.
В 1983 году выиграл серебряную медаль на Мемориале Феликса Штамма в Варшаве.
Первого серьёзного успеха на взрослом международном уровне добился в сезоне 1985 года, когда вошёл в основной состав польской национальной сборной и побывал на чемпионате Европы в Будапеште, откуда привёз награду бронзового достоинства — дошёл до полуфинала, но из-за травмы не вышел на бой против советского боксёра Вячеслава Яковлева.
В 1986 году на чемпионате мира в Рино всё же встретился с Яковлевым в четвертьфинале и проиграл ему со счётом 0:5.
На чемпионате Европы 1987 года в Турине в четвертьфинале потерпел поражение от немца Улли Кадена.
Благодаря череде удачных выступлений удостоился права защищать честь страны на летних Олимпийских играх 1988 года в Сеуле — в категории свыше 91 кг благополучно прошёл первых двоих соперников по турнирной сетке и полуфинале должен был встретиться с представителем Канады Ленноксом Льюисом, однако врач вновь запретил ему выходить на ринг, и таким образом он получил бронзовую олимпийскую медаль.
После сеульской Олимпиады Заренкевич остался в главной боксёрской команде Польши и продолжил принимать участие в крупнейших международных турнирах. Так, в 1989 году он в пятый раз выиграл польское национальное первенство и выступил на европейском первенстве в Афинах, где на стадии четвертьфиналов был остановлен советским тяжеловесом Александром Мирошниченко. Выступил в матчевой встрече со сборной США в Чикаго.
Оставался действующим боксёром вплоть до 1991 года, в общей сложности провёл в любительском олимпийском боксе 207 боёв, из которых 168 выиграл, 36 проиграл, в трёх случаях была зафиксирована ничья.
Будучи по профессии специалистом по добыче полезных ископаемых, работал на медном руднике в Польковице. Впоследствии занимался политикой, состоял в партии «Гражданская платформа», неоднократно избирался в городской совет города Любин.
За выдающиеся спортивные достижения в 2003 году был награждён Золотым крестом Заслуги.